# Lanariaceae
Lanariaceae is een botanische naam, voor een familie van eenzaadlobbige planten. Een familie onder deze naam wordt door slechts weinig systemen van plantentaxonomie erkend, maar wel door het APG-systeem (1998) en het APG II-systeem (2003).
Het gaat dan om een heel kleine familie die uitsluitend voorkomt in Zuid-Afrika, met als enige soort Lanaria lanata.